# Hjulby
Hjulby er en landsby på Fyn med 374 indbyggere  (2024). Hjulby er beliggende ved Fynske Motorvej (afkørsel 46 Nyborg V) to kilometer syd for Aunslev, fem kilometer nordvest for Nyborg og 29 kilometer øst for Odense. Landsbyen tilhører Nyborg Kommune og er beliggende i Region Syddanmark.
Den hører til Hjulby Sogn, og Hjulby Kirke ligger i landsbyen.

## Hjulby som stationsby
Jernbanen på tværs af Fyn mellem Nyborg og Middelfart skærer igennem Hjulby og opdeler landsbyen i to. Hjulby Station blev indviet d. 21. december 1904 på strækningen mellem færgelejerne i Nyborg og Strib, ved navn Dronning Louises Jernbane. Stationen var fuldt aktiv indtil 1960, hvor den blev neddroslet til trinbrætsfunktion, før den endeligt blev lukket i 1962. Stationen blev i 1951 landets første fjernstyrede station, som led i fjernstyringen af hele strækningen over Fyn  Hjulby Station er i slutningen af 1990'erne blevet revet ned, men rester af fundamentet kan stadig anes.